# Stipe Brnas
Stipe Brnas (* 26. September 1969 in Ričice, SFR Jugoslawien) ist ein ehemaliger kroatischer Fußballspieler auf der Position eines Verteidigers. Aktuell ist er Co-Trainer beim Inter Zaprešić.

## Karriere
Brnas begann seine Karriere beim HNK Segesta Sisak. Seine erste Profistation war der Grazer AK, von wo er zum FC Kärnten wechselte. Nach drei Jahren ging er zum 1. FC Saarbrücken. Im Juli 2002 wechselte er zum Inter Zaprešić. Von 2004 bis 2005 spielte er beim NK Zagreb, von wo er im Jänner 2006 wieder zum Inter Zaprešić wechselte.
Im Sommer 2007 beendete er seine aktive Fußballkarriere.

## Wechsel ins Traineramt
Brnas begann seine Trainerkarriere beim Inter Zaprešić als Co-Trainer, im Sommer 2007 übernahm dort er das Traineramt. Im Januar 2009 wechselte er als Co-Trainer zu NK Rudes, wo er im November 2009 wiederum das Traineramt übernahm. 2011 übernahm er wieder das Amt als Co-Trainer bei Inter Zaprešić.